# مايك كليري
مايك كليري (بالإنجليزية: Mike Cleary) مواليد 19 مايو 1858 في مقاطعة لاويس - الوفاة 5 سبتمبر 1893، كان ملاكم محترف أيرلندي صنّف ضمن فئة الوزن المتوسط.